# Pampero
Der Pampero ist ein oft stürmischer Südwestwind in den argentinischen Pampas. Er bringt dabei kalte, trockene Luft aus Patagonien in die Pampas, nach Buenos Aires und bis nach Paraguay und Uruguay. Mit dem Pampero einher gehen häufig beträchtliche Niederschläge und Temperaturabfall.
Der Pampero, dessen Name aus seiner Entstehung im Gebiet der Pampa herrührt, tritt auf der Rückseite der südhemisphärischen Mittelbreitentiefs hauptsächlich von Oktober bis Januar auf. Er entspricht damit einer Nordwestwetterlage in Europa.
Der Wind ist Namensgeber für den Pampero-Pass in der Antarktis.